# Dissopsalis
Dissopsalis – rodzaj wymarłego mięsożernego ssaka z rzędu pradrapieżnych. Jest to ostatni znany rodzaj należący do tego rzędu. Żył on obok swego krewnego o nazwie łacińskiej Hyaenodon weilini, także występującego w mioceńskich Chinach, ale ten gatunek hienodonta nie przetrwał do końca miocenu, jak Dissopsalis.

## Etynologia
Dissopsalis: gr. δισσος dissos „podwójny”, od δις dis „dwukrotny”, od δυο duo „dwa”; ψαλις psalis, ψαλιδος psalidos „nożyce”.

## Gatunki
D. pyroclasticus, starszy gatunek, żył w dzisiejszej Kenii w środkowym miocenie.
D. carnifex zaś, gatunek typowy, zamieszkiwał dzisiejsze Pakistan, Indie i Chiny od środkowego do późnego miocenu.